# Mars (essai autobiographique)
 (mai 2023).
Pour les articles homonymes, voir Mars.
Mars est un essai autobiographique écrit par Fritz Angst sous le pseudonyme Fritz Zorn. Adolf Muschg en a fait une préface très engagée.

## Résumé
Zorn écrit sa biographie à la fin de sa vie et se livre à une critique acerbe de la société dans laquelle il a été élevé. La brièveté des phrases et les répétitions des anomalies de sa personnalité imprime au récit un style lancinant, pesant. Le constat est amer, l’auteur ne raconte pas seulement la noirceur de sa maladie, mais il la communique au lecteur.
Fils de parents appartenant à la vieille bourgeoisie protestante zurichoise, gens fortunés préférant ne pas faire état de signes de richesse, il apprend très vite les  règles strictes de la bienséance régissant l'intégralité de sa vie familiale. Tout est fait pour que les choses soient harmonieuses, pour qu’il n’y ait pas de désaccord. Ainsi, lorsqu’une personne affirme une chose, les autres ne font rien qui pourrait la contredire ; au contraire, il faut toujours aller dans le même sens, ce qui donne lieu à une surenchère d’accords superficiels. Quand le père de famille se prononce contre le droit de vote des femmes en Suisse, la mère adhère à cette opinion. À l’inverse, lorsqu’une chose est qualifiée de « mauvaise », elle devient ensuite « abominable » ou « atroce ».
Les pratiques sociales des parents sont singulières. Lorsqu’ils parlent à des personnes moins fortunées et qu'ils considèrent a priori comme moins instruites qu'eux, ils gardent une certaine distance en employant des tournures tellement polies et surfaites que cela en devient ridicule et insultant. Cela témoigne d'un mépris évident pour ces personnes qui ne sont pas « bien », c’est-à-dire riches, mais « braves ». Les choses les plus sujettes à discussion, comme la politique, la sexualité ou la religion sont systématiquement qualifiées de « compliquées » et puisqu’elles sont compliquées, il vaut mieux ne pas en parler. Tuer dans l’œuf une discussion centrée sur un thème éminemment sujet à désaccords est nécessaire au maintien de cette harmonie.
À l’école, le jeune Zorn est un élève modèle. Il travaille sérieusement et obtient de bonnes notes dans toutes les matières sauf en gymnastique. Aux yeux de ses camarades, il passe donc pour quelqu’un s’intéressant aux « choses élevées ». S’il n’est pas spécialement mal aimé des autres écoliers, ses problèmes affectifs empêchent l’établissement de liens d’amitié. En arrivant à l’université de Zurich, il n’a pas eu d’amis, ni de petite amie. Ce retard affectif lui paraît normal, car à la fac d’autres étudiants sont dans son cas. En l'absence de vie sexuelle, il préfère se dire que l’amour est quelque chose d’important, mais qu’il existe bien d’autres affaires tout aussi importantes.
Le système universitaire n’encourage pas les étudiants à être assidus, si bien que Zorn se décrit lui-même comme paresseux. Il laisse ses études en plan dès qu’une occasion se présente ; pour les autres étudiants de l’université, il est un camarade disponible, toujours prêt à boire un café, au point que tout le monde apprécie sa compagnie. Il paraît même gai et souriant. Ses qualités littéraires le conduisent à écrire des pièces de théâtre jouées par d’autres étudiants. Fort de ses succès, il devient même responsable de l’organisation des événements estudiantins au sein de la section des langues romanes, puis obtient son doctorat « sans trop s’énerver ». Malgré ces succès incontestables et son apparente normalité, Zorn n’éprouve jamais de joie, mais toujours cette même sensation de solitude, de vague à l’âme, de frustration.
Une fois ses études terminées, il donne des cours d’espagnol et s’installe à Zurich dans un superbe appartement. Ses nombreux moments de temps libre ne sont pour lui aucunement libérateurs, mais plutôt l’occasion d’entretenir sa névrose en écrivant beaucoup, notamment des vers portugais mélancoliques. Lorsqu’il se découvre atteint d'un cancer, sa réaction est inattendue, il ne se sent pas anéanti par une nouvelle aussi terrible. Pour lui, son cancer est la conséquence naturelle de la maladie mentale qui a conditionné toute son existence et qui déborde de son champ psychologique pour s’installer dans son corps sous forme de cancer. Zorn déclare qu’avoir le cancer est la meilleure idée qu’il ait jamais eue. Son traitement modifie son affect, il n’est plus déprimé, mais simplement malheureux. Il est maintenant conscient de la fausseté de sa vie et en attribue principalement la responsabilité à l’absence d’amour – ou de sexualité, comme l’on voudra.
À la fin du récit, Zorn juge sévèrement l’éducation que ses parents lui ont donnée ainsi que les valeurs et le mode de vie de la bourgeoisie suisse puritaine.

## Analyse
Ayant appris qu'il avait développé un cancer, l'auteur analyse et critique l'éducation dont il a bénéficié, vivant dans une des régions les plus riches de la Suisse, la Rive dorée de Zurich (strictement parlant Meilen).
Il  dit avoir été « éduqué à mort » et affirme que son cancer est d'origine psychosomatique, son éducation étant cancérigène. Zorn revendique la vie qu'il n'a pas vécue : bien que sa jeunesse ait été harmonieuse aux yeux de la bourgeoisie, il s'est complètement tenu hors de la vie. Devenu enseignant après être allé à l'université, il était dépressif et n'a eu ni amis ni relations amoureuses. Fritz Zorn est mort à trente-deux ans, le jour où un éditeur lui donnait son accord pour publier son manuscrit.

## Postérité
Publié en 1976, le livre a été traduit dans de nombreuses langues. Alex et Daniel Varenne ont fait une bande dessinée en 1988, et Darius Peyamiras une pièce de théâtre en 1986. Monique Verrey, qui a connu Fritz Angst, a proposé une critique de Mars dans son livre Lettre à Fritz Zorn. En 2020, Georgina Tacou consacre son roman Évangile des égarés, publié aux éditions Gallimard, à Mars et Fritz Zorn.

## Édition
- Fritz Zorn, Mars, Frankfurt am Main, Fischer Taschenbuch Verlag, 226 pp. Édition 2000  (ISBN 3-596-22202-8).